# Watertoren (Venlo)
De watertoren in Venlo is gebouwd in 1958 en ontworpen door A.J. van Eck. De watertoren had twee waterreservoirs van 610 en 390 m3. De watertoren stond op de Groote Heide aan de Bloemartsweg, boven op de steilrand. Door deze ligging kon de toren voor een groot deel op natuurlijke wijze het lager gelegen voorzieningsgebied, welk een groot deel van de stad omvatte, van drinkwater voorzien.
De watertoren is in 2004 gesloopt vanwege nieuwbouw.